# 2013 NBA Draft
2013 NBA Draft odbył się 27 czerwca 2013 w Nowym Jorku, w hali Barclays Center. Był transmitowany przez stację ESPN. Z numerem pierwszym przez Cleveland Cavaliers wybrany został Anthony Bennett.

## Draft
| nr | Zawodnik                 | Pozycja | Narodowość                   | Drużyna                                           | College/Drużyna                   |
| -- | ------------------------ | ------- | ---------------------------- | ------------------------------------------------- | --------------------------------- |
| 1  | Anthony Bennett          | PF      | Kanada                       | Cleveland Cavaliers                               | UNLV                              |
| 2  | Victor Oladipo           | SG      | Stany Zjednoczone            | Orlando Magic                                     | Indiana                           |
| 3  | Otto Porter Jr.          | SF      | Stany Zjednoczone            | Washington Wizards                                | Georgetown                        |
| 4  | Cody Zeller              | C       | Stany Zjednoczone            | Charlotte Bobcats                                 | Indiana                           |
| 5  | Ołeksij Łeń              | C       | Ukraina                      | Phoenix Suns                                      | Maryland                          |
| 6  | Nerlens Noel             | C       | Stany Zjednoczone            | New Orleans Pelicans (do Philadelphia 76ers)      | Kentucky                          |
| 7  | Ben McLemore             | SG      | Stany Zjednoczone            | Sacramento Kings                                  | Kansas                            |
| 8  | Kentavious Caldwell-Pope | SG      | Stany Zjednoczone            | Detroit Pistons                                   | Georgia                           |
| 9  | Trey Burke               | PG      | Stany Zjednoczone            | Minnesota Timberwolves (do Utah Jazz)             | Michigan                          |
| 10 | C.J. McCollum            | SG      | Stany Zjednoczone            | Portland Trail Blazers                            | Lehigh                            |
| 11 | Michael Carter-Williams  | PG      | Stany Zjednoczone            | Philadelphia 76ers                                | Syracuse                          |
| 12 | Steven Adams             | C       | Nowa Zelandia                | Oklahoma City Thunder                             | Pittsburgh                        |
| 13 | Kelly Olynyk             | C       | Kanada                       | Dallas Mavericks (do Boston Celtics)              | Gonzaga                           |
| 14 | Shabazz Muhammad         | SG      | Stany Zjednoczone            | Utah Jazz (do Minnesota Timberwolves)             | UCLA                              |
| 15 | Janis Andetokunmbo       | PF      | Grecja                       | Milwaukee Bucks                                   | Filathlitikos AO (Grecja)         |
| 16 | Lucas Nogueira           | C       | Brazylia                     | Boston Celtics (do Atlanta Hawks)                 | Estudiantes (Hiszpania)           |
| 17 | Dennis Schröder          | PG      | Niemcy                       | Atlanta Hawks                                     | Phantoms Braunschweig (Niemcy)    |
| 18 | Shane Larkin             | PG      | Stany Zjednoczone            | Atlanta Hawks (do Dallas Mavericks)               | Miami                             |
| 19 | Sergey Karasev           | SF      | Rosja                        | Cleveland Cavaliers                               | BC Triumph Lyubertsy (Rosja)      |
| 20 | Tony Snell               | SG      | Stany Zjednoczone            | Chicago Bulls                                     | New Mexico                        |
| 21 | Gorgui Dieng             | C       | Senegal                      | Utah Jazz (do Minnesota Timberwolves)             | Louisville                        |
| 22 | Mason Plumlee            | PF      | Stany Zjednoczone            | Brooklyn Nets                                     | Duke                              |
| 23 | Solomon Hill             | SF      | Stany Zjednoczone            | Indiana Pacers                                    | Arizona                           |
| 24 | Tim Hardaway Jr.         | SG      | Stany Zjednoczone            | New York Knicks                                   | Michigan                          |
| 25 | Reggie Bullock           | SG      | Stany Zjednoczone            | Los Angeles Clippers                              | North Carolina                    |
| 26 | André Roberson           | SF      | Stany Zjednoczone            | Minnesota Timberwolves (do Oklahoma City Thunder) | Colorado                          |
| 27 | Rudy Gobert              | PF      | Francja                      | Denver Nuggets (do Utah Jazz)                     | Cholet Basket (Francja)           |
| 28 | Livio Jean-Charles       | SF      | Francja                      | San Antonio Spurs                                 | Asvel Lyon-Villeurbanne (Francja) |
| 29 | Archie Goodwin           | SG      | Stany Zjednoczone            | Oklahoma City Thunder (do Phoenix Suns)           | Kentucky                          |
| 30 | Nemanja Nedović          | PG      | Serbia                       | Phoenix Suns (do Golden State Warriors)           | Lietuvos Rytas (Litwa)            |
| 31 | Allen Crabbe             | SG      | Stany Zjednoczone            | Cleveland Cavaliers (do Portland Trail Blazers)   | California                        |
| 32 | Álex Abrines             | SG      | Hiszpania                    | Oklahoma City Thunder                             | Regal Barcelona (Hiszpania)       |
| 33 | Carrick Felix            | SG      | Stany Zjednoczone            | Cleveland Cavaliers                               | Arizona State                     |
| 34 | Isaiah Canaan            | PG      | Stany Zjednoczone            | Houston Rockets                                   | Murray State                      |
| 35 | Glen Rice Jr.            | SG      | Stany Zjednoczone            | Philadelphia 76ers (do Washington Wizards)        | Rio Grande Valley Vipers          |
| 36 | Ray McCallum             | PG      | Stany Zjednoczone            | Sacramento Kings                                  | Detroit                           |
| 37 | Tony Mitchell            | SG      | Stany Zjednoczone            | Detroit Pistons                                   | North Texas                       |
| 38 | Nate Wolters             | SG      | Stany Zjednoczone            | Washington Wizards (do Milwaukee Bucks)           | South Dakota State                |
| 39 | Jeff Withey              | C       | Stany Zjednoczone            | Portland Trail Blazers                            | Kansas                            |
| 40 | Grant Jerrett            | PF      | Stany Zjednoczone            | Portland Trail Blazers (do Oklahoma City Thunder) | Arizona                           |
| 41 | Jamaal Franklin          | SG      | Stany Zjednoczone            | Memphis Grizzlies                                 | San Diego State                   |
| 42 | Pierre Jackson           | PG      | Stany Zjednoczone            | Philadelphia 76ers                                | Baylor                            |
| 43 | Ricky Ledo               | SG      | Stany Zjednoczone            | Milwaukee Bucks (do Dallas Mavericks)             | Providence                        |
| 44 | Mike Muscala             | C       | Stany Zjednoczone            | Dallas Mavericks (do Atlanta Hawks)               | Bucknell                          |
| 45 | Marko Todorović          | C       | Czarnogóra                   | Portland Trail Blazers                            | Regal Barcelona (Hiszpania)       |
| 46 | Erick Green              | SG      | Stany Zjednoczone            | Utah Jazz (do Denver Nuggets)                     | Virginia Tech                     |
| 47 | Raul Neto                | PG      | Brazylia                     | Atlanta Hawks (do Utah Jazz)                      | Lagun Aro GBC (Hiszpania)         |
| 48 | Ryan Kelly               | PF      | Stany Zjednoczone            | Los Angeles Lakers                                | Duke                              |
| 49 | Erik Murphy              | PF      | Stany Zjednoczone/ Finlandia | Chicago Bulls                                     | Florida                           |
| 50 | James Ennis              | SG      | Stany Zjednoczone            | Atlanta Hawks (do Miami Heat)                     | Long Beach State                  |
| 51 | Romero Osby              | SF      | Stany Zjednoczone            | Orlando Magic                                     | Oklahoma                          |
| 52 | Lorenzo Brown            | PG      | Stany Zjednoczone            | Minnesota Timberwolves                            | N.C. State                        |
| 53 | Colton Iverson           | C       | Stany Zjednoczone            | Indiana Pacers (do Boston Celtics)                | Colorado State                    |
| 54 | Arsalan Kazemi           | SF      | Iran                         | Washington Wizards (do Philadelphia 76ers)        | Oregon                            |
| 55 | Joffrey Lauvergne        | PF      | Francja                      | Memphis Grizzlies (do Denver Nuggets)             | Partizan (Liga Adriatycka)        |
| 56 | Peyton Siva              | PG      | Stany Zjednoczone            | Detroit Pistons                                   | Louisville                        |
| 57 | Alex Oriakhi             | PF      | Stany Zjednoczone            | Phoenix Suns                                      | Missouri                          |
| 58 | Deshaun Thomas           | SF      | Stany Zjednoczone            | San Antonio Spurs                                 | Ohio State                        |
| 59 | Bojan Dubljević          | PF      | Czarnogóra                   | Minnesota Timberwolves                            | Valencia BC (Hiszpania)           |
| 60 | Jānis Timma              | SF      | Łotwa                        | Memphis Grizzlies                                 | BK Ventspils (Łotwa)              |